# Kaizen
Kaizen (jap. 改善 „Promjena na bolje“) označava japansku poslovnu filozofiju života i rada: potraga za kontinuiranim poboljšanjem i unapređenju radnih procesa u tvrtci. Prisutna je u najvećim broju japanskih tvrtki i može bitno pridonijeti uspješnosti i konkurentnosti tvrtke. Ovaj pojam je skovao Taiichi Ohno (大野 耐一), "otac" Toyotinog sustava proizvodnje. Kaizen označava dakle težnju stalnog poboljšanja i pri tome se ne misli na radikanlnu promjenu procesa proizvodnje. Cilj kaizen filozofije je smanjenje gubitaka unutar poduzeća, tj. eliminacija momenata koji uključuju troškove a da se na taj način ne generiraju novi troškovi. Ovaj način razmišljanja se ne odnosi samo na radno mjesto u poduzeću već obuhvata i dobavljače i zdravlje pojedinih radnika a može se primijeniti i općenito na cjelokupan način razmišljanja jedne osobe koja teži za konstantnim poboljšanjem kvalitete svoga života.

## Krugovi
Razni krugovi kaizen postupaka podrazumijevaju razne stalne krugove koji dovode do velikog broja unapređenja:

### 5S-pokreti
Pristup za poboljšanje čistih, sigurnih i standardiziranih radnih mjesta.
1. Seiri ⇒ Uklonite nepotrebne iz svog područja rada!
2. Seiton ⇒ Rasporedite stvari nakon Seiri-ja!
3. Seiso ⇒ Držite vaše radno mjesto čistitm !
4. Seiketsu ⇒ Vodite račun o čistoći i redu zbog vaše osobne potrebe!
5. Shitsuke ⇒ Postavitie 5S standarda kao naviku!

### Popis za provjeru 7M
To su sedam najvažnijih čimbenika koji moraju uvijek iznova biti provjereni:
- Čovjek
- Stroj
- Materijal
- Metoda
- Sredina / okoliš

### 7-W-popis
7-W-popis je pojam koji vuče korijene iz klasične retorike:
- Quis, quid, quando, ubi, cur, quem ad modum, quibus adminiculis

Što
bi se trebalo učiniti?
Tko
će to učiniti?
Zašto
se to čini?
Kako
je to učinjeno?
Kada
se treba to učiniti?
Gdje
bi trebalo biti učinjeno?
Zašto
to nije učinjeno drugačije?
Postoji i skraćena derivacija je od Five Ws (5-W-popisa: Who ('tko'), what ('što'), when ('kada'), where ('gdje'), why ('zašto'), 3-W-popis (engleski: What? ('što') Why? ('zašto') What of it? ('što to znači'))

## Vanjske poveznice
- Kaizen and Process Improvement engl.
- Guide to Kaizen question and answer engl.
- Toyota stumbles but its "kaizen" cult endures  engl.
- Practice your personal Kaizen engl.